# Crusenstolpe
Crusenstolpe är en utslocknad svensk adelsätt. Juristen Magnus Chorin adlades 1770 med namnet Crusenstolpe och introducerades 1776 på Riddarhuset med nummer 2067. Ättens andra kända medlemmar är dennes söner Magnus Jacob Crusenstolpe och Johan Fredrik Sebastian Crusenstolpe. Publicisten Magnus Jacob Crusenstolpe dömdes 1838 till tre år på fästning för majestätsbrott, vilket ledde till de Crusenstolpska kravallerna i Stockholm. 
Ätten utslocknade på svärdssidan 1882 med brodern Johan Fredrik Sebastian Crusenstolpe, som var ogift. På spinnsidan fortlevde den med Magnus Jacobs dotter Charlotta, som avled 1896.

## Släktträd
- Magnus Crusenstolpe (1724–1805), jurist och ämbetsman
  -  Magnus Jacob Crusenstolpe (1795–1865), jurist, publicist och riksdagsman
  - Johan Fredrik Sebastian Crusenstolpe (1801–1882), ämbetsman, orientalist och författare, översatte Koranen till svenska